# 熊本県果実農業協同組合連合会
熊本県果実農業協同組合連合会（くまもとけんかじつのうぎょうきょうどうくみあいれんごうかい）は、熊本県熊本市に本部を置く青果物の生産指導及び販売、清涼飲料水の製造及び販売等を行う団体。略称はJA熊本果実連。

## 組織
1947年（昭和22年）に熊本県果実協会が発足し、1948年（昭和23年）に熊本県果実農業協同組合が設立された。その後、1954年（昭和29年）に熊本県果実農業協同組合連合会に改組された。

## 事業所
- 本部 - 熊本県熊本市東区小山町1846
- 熊本工場（製造所固有記号KK） - 熊本県熊本市東区小山町1846
- 白州工場（製造所固有記号KH） - 山梨県北杜市白州町下教来石14-2
- 大田市場事務所 - 東京都大田区東海3-2-1 大田市場事務棟4F
- 東京営業所 - 東京都中野区東中野4-9-26 キクヤビル301号
- 大阪事務所 - 大阪府大阪市北区梅田1-1-3 大阪駅前第3ビル9F27号

## デコポン
熊本県果実農業協同組合連合会は「デコポン」の商標権を所有しており、許諾を受けた農業団体のみが商品（加工品を含む）にこの商標を使用することができる。

## ジューシー
温州ミカン果汁を100%使用したジューシー（正式名称「ジューシー みかん100」）の製造販売元である。学校給食用として開発され、1973年（昭和48年）5月に全国初の紙容器入りみかんジュースとしてメニューに登場した。当初はテトラパック社製の三角形の紙パックだったが、1986年（昭和61年）から四角形の紙パックになった。

## 白州工場
1982年（昭和57年）に山梨県白州工場が竣工。以降も増設を繰り返し2012年までに第四工場までが建設され稼働している。全国のJAグループでも県連合会が自県でなく遠隔地に大規模な工場設備を持つ例は類を見ない。2013年（平成25年）にはISO 9001とFSSC 22000の認証を取得するなど最新鋭の設備で、オートメーションシステムによる立体倉庫等を備えている。
日本で最大級の紙容器清涼飲料製造工場として自社製品（ジューシーなど）のほか、カゴメ・明治・キリンビバレッジ・ヤクルト・伊藤園など大手飲料メーカーの委託工場として稼働している。